# 不良仔與眼鏡妹
《不良仔與眼鏡妹》（日语：ヤンキー君とメガネちゃん），日語簡稱為不良眼鏡，是日本漫畫家吉河美希的一部愛情校園漫畫，2005年春於《增刊Magazine Wonder》（講談社）中以單期作品的身份初次登場，2006年於《週刊少年Magazine》27號開始連載，2006年46號後開始連載單行本；2007年第19號（22話），2年級學生新學期正式展開；2008年第23號（72話），3年級學生新學期正式展開；2011年第25號（211話），全篇完結。台灣中文版由東立出版社代理，單行本全23卷已發售。

## 劇情簡介
紋白高中1年A組的品川大地是名不良少年，另外同班的班長足立花原來也是名不良少女，不過花掩蓋自己過去的事情而以班長身份生活著，但有一天花遭到不良少年糾纏時，她是不良少女的事情卻被品川知道了……。

## 登場人物
- 聲優為《山田君與7人魔女》合作動畫版。

### 紋白高中

#### 學生會（足立體制）
品川大地（聲：小野友樹）
本故事主角，是個不良仔(不良少年)。1年A組→2年A組（學生會副會長）→3年A組（第一學期之後卸任）。4月2日出生。身高175cm。血型A型。吸萬寶路香煙。喜歡足球及玩線上遊戲。討厭的東西是甜食和青椒。家位於新小岩附近的豪華住宅。
自從遇見了花以後就一直被她糾纏著，結果老是搞到自己一邊變得很狼狽一邊卻一直配合著她，似乎是個面惡心善的好人。同時有在悄悄注意著花，認為花喜歡他。之後數次遇到沒戴眼鏡的花，但一直不曉得她就是心目中所喜愛的女孩。打架相當強，所以他的名字在其他學校的不良少年中相當有名，而在不良少年稀少的紋白高中裡雖然控制住自己粗暴的個性，但卻沒多少朋友，不過在參與學生會的活動後，交友的範圍也跟著擴大了，並且在一些學生中相當受到歡迎。
因為討厭讀書所以在學校的成績是倒數第二名（倒數第一名是足立），不過實際上他的數學相當好。雖然對於自己成績不太關心卻很害怕留級。過去是名相當優秀的學生，在中學時讀的是相當有名的學校大紫學園，但因為幫助八王子雫，和不良少年打架，而遭到退學。
喜歡的樂團是决明子(似乎除了決明子以外的音樂都不聽)被花拖去參加學生會會長的選舉並且成為副會長的候補，之後當選成為副會長。當初想和練馬一起進入揚羽工業學校，但在紋白高中入學考試會場對花一見鍾情，因而進入紋白高中。但似乎沒注意到那時在考試會場遇到的人就是花。
後來透過宮城的幫助而終於知道了花就是他喜歡的人。父親是国際權威的外科醫生，母親則是国際律師、姐姐也是從有名女子高中進入有名大学的精英一家、在直到國中時被退學前，都一直以父親的醫師工作為目標。在第十四集番外篇中，國中時有戴著眼鏡，但因為那時被沒戴眼鏡的花打倒，於是把眼鏡交給她並且約定有天要奪回來。運動會時擔任紅組加油團團長。最近常和和泉與千葉一起行動。
為了完成足立花「大家一起入殿大」的心願，在眾人慫恿下到補習社補習，並以殿大為目標。在補習社重遇八王子雫並接受其特訓，及後在合宿得到室友神戶太陽傳授溫習方法後，成績突飛猛進，更成為五位主角中，唯一在殿大入學初試中分數錄取線以上的人，後來取得殿大資格而進入理工系就讀。四年後，雖然畢業後一度擔任公務員，但因為嫌工作麻煩，而在堺老師的邀請下，到紋白高中擔任老師並且與重新就讀高中的花再遇。
足立花（聲：日笠陽子）
本故事的另一位主角。曾任學生會會長。品川同班（2年A組）的班長。4月1日出生。身高163cm。血型O型。在入學考試時髮型是直髮而且沒戴眼鏡，而大地就是在那時對花一見鍾情。國中時是位相當有名的不良少女，但內心卻嚮往普通的學生生活而在進入高中後決定改變自己。原本自己的視力並不差，但為了成為自己所想像的班長形象而戴上「伊達眼鏡（打扮用的無度數眼鏡）」。本人對於這副眼鏡相當執著，被人拿走時會相當生氣。
和外表不一樣（因為是不良少女）的是有著比大地更強的打架實力，而被周遭的不良少年所害怕著。個性是好奇心相當旺盛而且喜歡多管閒事，因為沒辦法改掉過去那種不良少女的思考所以對於一般女孩的話題相當生疏，不過自己在班上交的朋友都不壞，並且喜歡把很多事情都拜託品川處理。可是對於品川出事時卻老是會視而不見，而且還不肯聽他的辯駁。在學校的成績絕對是第一名，但卻是倒數的（平均8.5分）。
國中時有留級一年，所以年紀比品川大一歲（雖然比品川早出生但實際上是同年）。寫字時會用左手，使用筷子時則是用右手。食量大並且有著在任何地方都能快速入睡的体質。在老舊的房子裡和祖母一起生活著，不過好像沒有解釋花的家庭狀況。另外在流氓界中相當有人脈，至於為何這樣則是一個謎。
因為對於成員不足而有廢部危機的天文部相當關心，為了幫助他們參加學生會會長選舉並且當選。在第十四集番外篇中，國中時並沒有戴眼鏡，是為了守下大地有天要奪回眼鏡的約定而開始戴著。運動會時擔任白組加油團團長。從十五集中，將眼鏡和馬尾放下，成為漂亮的美少女而一舉變成學校中的人氣王。
其人氣讓她走到那裡就會有許多人出現在那裡。不過為了說服反對品川上大学的品川父親而又回復當班長時的姿態。想和大地等人一同進入名門大学「殿様大学」（通稱：殿大），不過就算補習，成績也沒有明顯進步，後來接受八王子的建議，以學生會會長的身分申請特別推薦而被取錄。
有一個讀高二的弟弟——足立葉，二人關係並不好，不過私底下還是會擔心他。在上大學前失蹤，在大家的努力尋找下也依然沒有她的下落。後來大地才從堺老師那邊得知是她自願退學而因此沒有畢業，至於為何這樣做則真相不明。四年後，重新就讀高中並且轉學到紋白高中而與大地再度相遇。
千葉星矢（聲：前野智昭）
曾任學生會會計。2年A組的同班同學。10月18日生。身高190cm。血型AB型。因為常被不良少年欺負而變成家裡蹲，入學的三天後就從學校消失，在經過花和大地的家庭訪問後恢復上學。實際上家裡相當有錢，而且離學校很遠（為了躲開不良少年而從其它學區轉學進來）。是學生會唯一的優等生。
性格懦弱，體型巨大而且眼神相當銳利。因為他的眼神而被周遭的人誤會為「恐怖的人」，也因為這個原因造成多次被不良少年糾纏而感到苦惱。以前還曾被黑道邀請進入幫派。戴著眼鏡，從額頭到左眼有一道傷痕。入學考試時是以第一名的身份進入，僅管有一年沒上學，但還是能以第一名升上二年級，因為有著嚇人的外表以及和大地等人為朋友，所以在學生之間有著「可怕的不良仔」的印象。不擅長運動。興趣是音樂，所以有在學習鋼琴。討厭的東西是牛奶。
在學生會選舉時為了支持候選人的花和大地，於是擔任學生會會計（也有籃球部的人想要勸誘他加入的事情）。喜歡著熊谷，但一直沒勇氣約她，後來成功約她一起出來玩。運動會時參加紅組加油團。最近都和品川與和泉一起行動。
3年的第一学期中結束學生會的工作，在不用學生會室後,提供自己的家作為大地等人的聚會場所。對宇宙知識也有興趣，在殿大入學試失敗後，決定報考以宇宙工學出名的菱大學而順利就讀。四年後，進入菱大學的研究所就讀並且與熊谷真交往中。
姬路凜風（聲：菊地美香）
曾任學生會書記。花在國中時的學妹。和大地同年。2月14日生。身高155cm。血型B型。二年級時轉入紋白高中，和花等人成為同班同學。國中時作為花的左右手而相當活躍，因此被叫做「鮮血的女豹」。因為花對她有著相當大的恩惠，為了能幫上花而刻意從其它學區轉學進來。本人個性相當硬派，但是作為不良少女，因為震撼力不足，所以在學生間被以「笨拙但很可愛的女孩子」的印象流傳著，自己對於這個印象也感到有些困擾。
家庭狀況似乎很複雜，在從家裡離家出走後就住在大地那邊，之後改住在花的家裡（實際上她不是她父母親生的，而且他們對凜風好像不太關心）。因為有著比花更強的不良氣質，所以很注重兩人間的上下關係。是那種只要被人唸就會馬上頂嘴的個性，不過也有純情的一面。思考相當激烈，所以誤會大地喜歡自己，不過她也對大地有所感覺。但老是無法傳達她的感情給大地。
意外的擅長做家事。然後在國語和日文漢字方面都相當厲害，字也寫的很好。喜歡的食物是咖哩，討厭的食物是豌豆。為了幫助參加學生會選舉的花，就任學生會書記。運動會時參加紅組加油團。實際上是姫路財閥的大小姐。家裡是個像是日本国会議事堂一樣的豪宅，有許多的管家和女僕在服侍她。因為花的弟弟葉的行動而回到家中並且轉學到青筋学園，因為沒有通知眾人而產生了誤會。轉學後仍然和足立、大地等人一同活動。殿大入學初試失敗後，報考以貴族為對象的大和大學並且順利就讀，準備繼承家業。四年後，成為下任社長人選而且還與不同的社長一起吃飯。
和泉岳（聲：寺島拓篤）
曾任學生會副會長。與花、大地等人同樣是2年A組的同學。5月5日生。身高165cm。血型B型。戴著眼鏡，平時會用前髮遮住右眼。所抽的煙為七星香煙。好像也有遠視。原來是不良少年，在當時相當有名，會與大地勢均力敵的吵嘴，也有能擋住花的踢擊的實力。過去似乎有組成暴走族，自己也持有一件特攻服。本人相當有自信而且企圖向上爬升，所以在不良少年界到達頂點後，為了要達到學習的頂點，而進入了紋白高中。
因為想當學生會長而參與選舉，結果輸給了同樣參加選舉的大地和花而變更為參選副會長並且當選。當初和大地的關係很不好，最近兩人則開始增加一起行動的次數，雖然會: 一邊互相叫罵但也會一邊承認對方的實力。智力相當高，在千葉回到學校前是全校第一的秀才。不過也因為這樣有著講話很冗長的傾向。
平常打扮相當帥氣，對於大地等以外的人會掩藏過去是名不良少年的事情，由於性格孤獨所以不太擅長與人交往，在班上的朋友也相當少（被大家認為是那種有些陰暗的個性）。但是在他的內心裡卻會在第一時間內想到夥伴們。在大地被懷疑是暴力事件的嫌疑犯時，他就跑去尋找真正的犯人。另外在自己過去不良少年時代的同伴遭受暴走族攻擊時，也為了這些夥伴而去找那些人算帳，展現他重視友情的一面。似乎在學生會長競選之前就知道花，對她有些在意。
但後來他喜歡大地的姐姐，不過因為他姐姐的男友是前會長秋田，於是戀情因此告吹。家裡有爸爸、爺爺和哥哥，三個人的長相相當相似，看起來都有點可怕，不過他們對於女孩子則是相當積極。會穿著兩件特攻服，一件素色，一件則是有著昇龍的圖案，所以被傳說是「只要看到那隻龍一眼，最後一定無法活著回去」。運動會時參加白組加油團。學生會選舉期間見識過花的攻擊後對花感到驚奇，之後便透過花和鈴鹿的對決了解了花的身分與強大。在足立等人的影響下，變得較開朗，但是也常常被忽略。殿大入學初試失敗後，決定報考原本放棄報考的川原大學而順利就讀。四年後，進入大學的法學院，準備畢業後考律師。

#### 學生會（香川體制）
香川樹
曾任學生會長。和泉在暴走族時期的後輩兼同伴。有著忠心老實但卻會耍天然呆的性格。在過去的同伴遭到其他暴走族的攻擊並且受了很大的傷害後，將這件事情告訴和泉然後與他一起對付那些人。在學生會的一夥人解決了和泉的事件之後，就認為紋白高中學生會是暴走族，於是自己也轉學過來要加入他們。算數相當差，曾將百餘個對手說成十餘個（本人表示是少說一個零）。在運動會時加入紅組的加油團。打架相當強，曾經把揚羽工業學校的不良少年們（相模除外）一個一個打倒過。轉學當天就和北見打了起來，並且後來成為好友。不過實際上，家裡的管教很嚴。同年級的稱他為「人造人香川」。把學生會當作是暴走族集團的第一名，於是親自參加學生會長選舉並且成功當選。四年後，當上警察而成為交通機動隊的一員。
北見明
曾任學生會副會長。和剛轉學過來的香川大打一架的不良少年。過去因為打架等事情，而受到在家反省的處分並且差點要被退學，所以很排斥大地和學生會成員好心幫助他爭取只要寫悔過書就行。但實際上他會有這種態度，是因為自己的不良氣質不但會嚇倒別人，也拙於和人交往。之後透過大地的幫忙而和香川和解。在運動會時經由杏奈的判斷而讓他成為紅組加油團二年級的領導。因為此事讓他開始注重朋友，結果意外地發揮了他擅長統率的才能，但似乎只在運動會才有人望，結束後被大家晾在一邊。但也因為這個契機而對杏奈開始有好感，但因為對女孩子會害羞，所以沒有對杏奈表達他的感情，不過後面成功約她到冰淇淋店吃冰淇淋並且也在聖誕節上送給她禮物(不過杏奈並不喜歡)。為了要擴大交友的範圍，於是和杏奈一起參加學生會副會長選舉，後面低空飛過而當選。有個讀小學的妹妹‧繭（和沒見過面的大地在线上游戏是敌对关系）。四年後，與香川一樣當上警察，並與杏奈交往中。
一宮杏奈
曾任學生會副會長。大地他們的一年級學妹。有著傲嬌的性格，但相當擅長打扮。在紋白高中入學試時，雖然一直與擔任監考人員的大地頂嘴，但在內心方面很認可大地。由於國中時，有著曾帶領啦啦隊參加全國大賽的經驗，受到大地的拜託而加入紅組的加油團。也許由於傲嬌的性格使她沒有朋友。運動會之後和北見、香川一起加入了學生會。和她的外表以及態度相反的是，對於色色的東西沒有免疫力，偶然間看到正在換衣服而裸體的北見和香川時，自己還搞到七上八下。自稱有C以上的罩杯。因為想要能夠少待在教室中，於是與北見一起參加學生會副會長選舉並且成功當選。四年後，從短大畢業並且就職成為OL並且因為其能力而被升為企畫小組組長，並與北見交往。
松本桂樹
曾任學生會書記。大地們的一年級學弟。外表是個「GAL男（指穿著符合日本男性流行雜誌Men's egg走向，介於頹廢風與流行街牌之間的一種穿著風格）」，所以女性朋友很多。也常和有著同樣興趣的長野在一起。和長野都有著個性溫和的性格。在運動會時，和擔任執行委員的大地一起執行內部工作，所以很尊敬大地。運會時加入紅組加油團。與長野一起參加學生會書記選舉的理由是要繼承品川的意志。四年後，先是擔任雜誌模特兒，並且進入服裝公司擔任設計師。
長野梓
曾任學生會書記。大地們的一年級學弟。和松本一樣是個GAL男，也經常與他在一起。由於與松本都不是那種不良少年，所以不擅長打架。還在看到北見與香川打架後，而相當害怕起來。運動會參加紅組加油團。在兩人三腳的項目中與松本搭檔。與松本一起參加學生會書記選舉的理由也是要繼承品川的意志。四年後，先是擔任雜誌模特兒，並且進入服裝公司擔任設計師。

#### 學生與教師
熊谷真
和大地及花同樣學校的學生。「因為沉迷於網路遊戲而沒有上學」，所以他的朋友川崎特地來找學生會商量解決，而學生會為了解決事情全體出動。真以「勝過我的話，我就上學」為條件向過去也有玩的千葉提出挑戰，雖然千葉敗給他一次但後來贏了她。但真不上學的原因不是因為遊戲，而是因為朋友川崎喜歡別人所以不上學。後來被過去也是家裡蹲的千葉以多次拜訪所打動，讓她終於願意上學。之後以園遊會執行委員身份登場。同時和大地也是遊戲夥伴的關係（大地批評她只要持有搖控器就會變得很可怕）。雖然是女性，在遊戲中卻喜歡使用肌肉男角色。運動會時，參加白組應援團。在2人3腳障礙賽中，看到千葉抱著姬路一起跑而感到生氣，似乎有開始注意千葉的樣子。在第十三集中能知道她是女子排球隊的一員。由於高中畢業後想到外國留學而一度使星矢相當失落不肯上學，後來在大地的開導下，讓星矢坦然面對並且約定好要比她更先上大學。四年後，從國外留學回來，暫時回到日本來見星矢，然後還表示接下來要到義大利留學。
秋田光
紋白高中的前前學生會長。8月31日出生。身高173cm。血型O型。比大地他們大一歲。相當怕熱，總是拿著扇子在搧風。基本上是個個性溫厚、慵懶和討厭爭執的人，但被說成是「女人」時會立刻驟變，有著在合宿時把先前有所爭執的不良少年集團全滅的描寫。在個性轉變時的實力會令大地等人害怕，大地和岳為了克服這點在他畢業時挑戰他，結果被他打倒。但是只要往他的下處踢下去就會立即恢復（限女性）。
同時他變身時，會順從花。和其他前前學生會成員一起參加合宿並且告訴花他們學生會的作用功能。一直在觀察著前任的學生會成員，對於大地總是特別的照顧。在第十三集中，再次出現並且因為企圖要增進大地和香川兩代學生會的交流而策劃了一場行動。
是大地姐姐海里的男友。有一度因為懷疑海里不再愛他而相當低沉。四年後，成為冒險家而在世界各地旅行，而且也與海里繼續交往。
電腦社雙人組
兩個屬於電腦社的男學生。兩人目前連姓與名都沒有。在熊谷拒絕上學之時，提供電腦幫助學生會，讓他們在遊戲中接觸熊谷，並因此與喜歡上網路遊戲的大地成為好友。屬於典型的宅男性格，所以不擅長打架。為了對抗不良少年，於是接受大地和岳的指導，一時之間讓自己充滿迫力。
但由於只是表面嚇人，所以在打架時還是不能贏，之後回到原來的樣子。不過在受到不良少年威脅時，不肯屈服要來保護大地。運動會時也積極參與紅組加油團的加強練習，顯示出他們堅毅的一面。由於兩人經常出入秋葉原，頗受當地店家的尊敬。四年後，兩人集資在秋葉原開了一家電腦專賣店。
鈴鹿松胤
紋白高中學生，父親是政治人物。參加學生會長選舉。但其實背後會不擇手段以達到勝選的目標。過去曾是不良少年，家中是政治世家，希望藉由當選選會長，消滅學校收容不良少年的制度以及讓學校提升學力。
後面被花打倒並且願意認同香川他們而退選。知道花的身分後對花抱持著敬畏與遵從的態度，後來也在揚羽四天王戰鬥中幫助品川他們。
宮城櫻
和大地同班的同學，因為出席日數不足而被老師強迫她和大地一起擔任校慶班級委員。出席不足的原因是因為體弱多病而常常上醫院的緣故，但因為大地的努力終於讓她願意回來擔任委員的工作。喜歡搖滾樂，有個弟弟，打扮也和姐姐一樣。
喜歡品川。後來從素葉流身上知道品川喜歡的人是花的事情，於是設計讓品川知道這件真相並且因此斷掉對品川的愛。
和歌山
學校裡的超級留級生，綽號長老。由於留級六年的原因，而引起學生會的注意，但在調查後發現他雖然成績好，但都會故意留級，於是在尋問他以後才知道，他是為了履行以前與一個小學生在高中當朋友的約定而一直留著。後來在品川的找尋之下，才找出過去和他約定的女學生並且終於讓他願意開始上課。老家是工程行，而且還聘請葉在他們那邊工作。四年後，與當初約定的女生結婚並且一起去蜜月旅行。
尾張小牧
屬於戲劇部的女學生。有著和不良氣質無緣的性格。由於第一次擔任不良少女的角色，於是成為學生會的弟子，努力學習來揣摩這個角色。運動會時加入紅組加油團。擔任本屆學生會選舉管理委員會委員長及最後一場政見演說的司儀。
豐橋健吾
屬於男子籃球隊，和品川他們同年。個性清爽，喜歡上園遊會時和自己同樣擔任工作人員的凛風並且將情書送到學生會信箱、知道凛風「有喜歡的人」後而放棄追求她，並且在內心為凛風加油。
川崎
熊谷的同學。從國中時代就和她是朋友，因為擔心不上學的熊谷而來學生會與他們商量解決。曾經弄壞花的眼鏡。
春日部
在大地和花一年級時同班的女學生。進入二年級後，就沒有再出來過。相模說她是「很認真的女孩子」。在相模向他告白後，雖然沒有成功，但似乎與他從朋友的關係開始交往。
柏小梅
紋白高中學生，是名藝人，藝名是Cassina。與會津一起參加學生會副會長選舉。似乎很不喜歡電腦社雙人組。和鈴鹿一樣，過去是不良少女。
會津竹士
紋白高中學生，是名模特兒。與柏一起參加學生會副會長選舉。和鈴鹿一樣，過去是不良少年。
堺老師
是大地和花在一年級的導師，教的科目是英語，也擔任學生會顧問。大地批評他對女生特別好。雖然平常看起來相當嘮叨，但在知道大地要去考殿大時則是相當支持並且鼓勵他。四年後，升為主任。和日本歌手谷村新司有些相似。
多摩老師
曾擔任2年A組（理科班）的導師。被大地說有著像是「實驗失敗的博士的外表」。

### 青筋高中
水戶素葉琉
原青筋高中學生會書記。長相和花一模一樣，差別只在於左眼下沒有痣和沒戴眼鏡。在品川他們訪問青筋高中時，來採訪品川，但被他誤以為是心中的喜歡的人，於是邀她一起翹課逛街，水戶也在這時喜歡上他，後來透過來水戶的回答，品川才弄清楚真相。
但因為翹課的事由，為了對會長成田負責以及不要讓品川搞錯，而自己剪成短髮。知道品川喜歡的人是足立花並且邀他來參加園遊會時告訴他答案，也希望能讓品川重新喜歡上自己。之後當上青筋学園學生會會長。2年級生。
在園遊會要告訴品川花的真面目時，但因為品川先回去而無法說出來。姬路轉學到青筋學園後，二人因為同樣有暗戀品川的心意，而成為了朋友。之後與大地一樣考上殿樣大學，四年後成為人氣小說家並且寫了一篇以大地為原型的小說。
成田米蘭達
原青筋高中學生會會長。3年級生。12月24日生。身高163cm。血型AB型。。總是抱著熊娃娃、戴著眼鏡。平常時是個講話很有禮貌的大小姐、但生起氣來連用語與表情都會為之一變、還會有將她的娃娃給撕裂等殘暴化的行為。把品川視為惡魔般的存在。對自己在殿大特別錄取考試中落選的事十分介意。
佐野健太
原學生會副會長之一。曾為了增加自己學校園遊會人數而和土浦一起教唆不良少年企圖妨害紋白高中的園遊會。
土浦里央
原學生會副會長之一。曾為了增加自己學校園遊會人數而和佐野一起教唆不良少年企圖妨害紋白高中的園遊會。

### 揚羽工業高中
足立葉
足立花的弟弟，比花小兩歲。一直戴著眼罩。在和花分開前都相當依賴著她、對於進入揚羽工業高中的品川他們、說出要和姐姐一起稱霸全國。知道青筋学園有個和長的像足立花的人的事情。在揚羽工業高校中、比四天王還高等、可說是君臨在頂點之上。
實力可以和花相提並論、將為了阻止花被綁架而進入揚羽工業高中的品川等5人瞬間擊敗。自稱為天才，實際上在遊戲中贏過品川，還能正確指出品川作答的問題的錯誤(他比大地小一屆)，而且也擅於料理。和花一樣是個大胃王。
現在住在品川的家裡。(理由是「因為你(=品川)很有趣」)。總是稱呼品川為「大地」、海里為「小海」而且兩人意外地相當合得來。實際上是個姐控、只要是關於花的事情就會很容易流下淚來。因此對於花都畢恭畢敬。之後到和歌山家開的工程行上班，四年後也依然繼續在那邊就職，不過不知為何不拿下眼帶。
練馬青雲
「揚羽四天王」之首。和大地從小學就在一起的壞朋友。和他一樣都喜歡足球。讀的學校是揚羽工業高校（男子學校）。家裡實際上是寺廟，平常是個愛輕舉妄動的人，不過打架卻相當強連品川也敵不過。喜歡女人，但不知為什麼喜歡的都是醜女(因此被大地稱為龍騎士。)。
因為在交友網站中和黑道的女人來往，而使他惹上大麻煩。四年後，決定繼承家業並且在繼承前遊山玩水，不過依然喜歡醜女。
相模
和練馬上同一間學校的不良少年。和大地在某種緣故下呈現對立的立場，但在輸給花之後而退出鬥爭。知道花的過去，而且非常怕她。喜歡春日部，但卻羞於與她打招呼，所以找花來商量解決。四年後，成為人氣占卜師，稱號是巴比倫相模。
山口黑郎
四天王之一。和和泉戰鬥而輸掉。經常到品川家。
奈良紫苑
四天王之一。經常到品川家。
橫三兵
四天王之一。同性戀。經常到品川的家。稱品川為「小品品」。

### 其他學校學生
八王子雫
女性，大地過去在超名校大紫學園國中部就讀時的同學。成績優秀的高材生，和大地是互相在學業上競爭的好對手，還因此迫使大地死命念書才考贏她。但卻遭不良少年糾纏而導致成績下降，於是使大地為了她而變成現在的模樣並且由於和糾纏她的不良少年打架而遭退學。
現在則是就讀同間學校的高中部並且有著全國模擬考第一名的實力(第二名是星矢)，也會關心大地是否有參加模擬考試。之後和大地成為同間補習班的同學並要幫他和花一樣考上殿大。
一直暗戀大地而對他特別關心，也希望他履行初中時進殿大的承諾。為大地提供大量額外的特訓試題，後來因為知道自己的方法不及神戶對大地的指導，而感到自卑。成功通過殿大入學初試而順利就讀。四年後，進入殿樣大學的研究所就讀。
青森密
和花同間補習班的大紫學園男學生，國中時與花同校並且常被欺負，後來巧遇同樣很孤單的花並且漸漸對她有好感，於是在他的建議下讓花想要成為班長來改變自己，而他則是要以考上殿大為目標並且還對花告白。之後在補習班上遇到花後，而開始追求她，因此成為大地的情敵，兩人還要以模擬考成蹟來決一勝負。
神戶太陽
就讀關西名校帝高中，也是七星補習班關西分部的秀才。由於不夠天才的關係而每天努力讀書十二小時，就連吃飯洗澡時也都在看書。在大地參加殿大考試對策集訓時，和他同間寢室，雖然最初兩人完全無法交談，但透過大地的努力而成為好友，並且由他指導大地的功課，使大地的分數大為進步。
喜歡八王子，但在她本人面前會相當地不自在。曾以幫大地補習作條件，請求大地安排和八王子聯誼。和關西分部的同學完全交談不來，大地借他遊戲機，讓他因此更容易結識朋友(但是大地忘了放遊戲卡帶)。四年後，進入殿樣大學的研究所就讀。
宇都宮理子
原就讀蛇目高中，被人稱為神之頭腦的天才女學生，而且還曾上過電視與報紙。外形則是皮膚白皙而且表情陰沉。擁有只要對某件事情產生興趣就會不顧一切的性格，所以在殿樣大學入學考試中對大地產生興趣而一直想要幫他，不過卻被大地拒絕。四年後，進入殿樣大學的研究所就讀。

### 親屬
品川海里
大地的姐姐。高中三年級生。是个美女。但是不是不良少女則不明，對於熟悉世故的大地來說是個可怕的姐姐。但和大地讀不一樣的學校。會為了某件沒有事情到處說東說西，讓大地相當困擾。在足立、八王子時常光顧的冰淇淋店工作。男友是秋田。
第十四集能知道已經成為大學生了。後來為了重考上殿大，冷落秋田，並和多個殿大男學生來往甚密，被大地誤會她腳踏多船。和大地、八王子一樣，通過殿大入學初試而順利就讀。四年後，成為主播而且與秋田繼續在交往中。
品川宙太
品川的父親，是世界權威的外科醫生。有一段時間前往外国、並在歷經三年後而回國。討厭成為不良少年的兒子、而不認同他是自己的家人、不過不知為何卻認同待在大地家中的葉是自己的家人。打架相當強，連大地也不是他的對手。對於花稱她是「一不注意就會消失的類型」。
足立種
和花一起住著。似乎知道關於花的所有情況，但詳情不明。和孫女花一樣有著做事直接和大膽的個性。對於大地會毫無保留的炫耀。內褲造型意外的相當年輕。因為經濟問題，反對花進大學，並把花趕回老家。
北見繭
北見明的妹妹，雖然外形看似天真無邪，但表現卻像是個死小孩，在網路遊戲上擁有第一大的商會(第二是大地)而且常與大地互相競爭，不過彼此並不知道對方的身分。學校中只有明、杏奈、樹知道她是誰。

### 其他人物
大宮有砂
和父親關係相當不好而長期流連於澀谷的少女。被認為與大地和花同樣年紀。與同樣一起玩耍的美空等人往來，實際上卻是有砂用錢來維繫這段友情。在沒錢後，差點被美空強迫她要賣春，結果被大地和花所拯救。個性有點粗心大意。

## 出版書籍
| 冊數 | 講談社         | 講談社                 | 東立出版社     | 東立出版社             |
| 冊數 | 發售日期       | ISBN                   | 發售日期       | ISBN                   |
| ---- | -------------- | ---------------------- | -------------- | ---------------------- |
| 1    | 2007年2月16日  | ISBN 978-4-06-363799-9 | 2007年7月18日  | ISBN 978-986-10-0162-3 |
| 2    | 2007年4月17日  | ISBN 978-4-06-363825-1 | 2007年7月27日  | ISBN 978-986-10-0163-0 |
| 3    | 2007年6月15日  | ISBN 978-4-06-363846-4 | 2007年10月12日 | ISBN 978-986-10-0236-1 |
| 4    | 2007年8月17日  | ISBN 978-4-06-363871-5 | 2007年11月16日 | ISBN 978-986-10-0581-2 |
| 5    | 2007年11月16日 | ISBN 978-4-06-363917-7 | 2008年1月30日  | ISBN 978-986-10-1036-6 |
| 6    | 2008年1月16日  | ISBN 978-4-06-363943-6 | 2008年4月15日  | ISBN 978-986-10-1388-6 |
| 7    | 2008年4月17日  | ISBN 978-4-06-363976-6 | 2008年7月14日  | ISBN 978-986-10-1754-9 |
| 8    | 2008年6月17日  | ISBN 978-4-06-384006-3 | 2008年8月19日  | ISBN 978-986-10-2039-6 |
| 9    | 2008年9月17日  | ISBN 978-4-06-384043-8 | 2008年11月13日 | ISBN 978-986-10-2582-7 |
| 10   | 2008年11月17日 | ISBN 978-4-06-384067-4 | 2009年1月16日  | ISBN 978-986-10-2873-6 |
| 11   | 2009年2月17日  | ISBN 978-4-06-384101-5 | 2009年4月22日  | ISBN 978-986-10-3381-5 |
| 12   | 2009年4月17日  | ISBN 978-4-06-384123-7 | 2009年6月18日  | ISBN 978-986-10-3598-7 |
| 13   | 2009年7月17日  | ISBN 978-4-06-384160-2 | 2009年9月23日  | ISBN 978-986-10-4121-6 |
| 14   | 2009年10月16日 | ISBN 978-4-06-384186-2 | 2010年1月12日  | ISBN 978-986-10-4662-4 |
| 15   | 2010年1月15日  | ISBN 978-4-06-384236-4 | 2010年5月17日  | ISBN 978-986-10-5165-9 |
| 16   | 2010年3月15日  | ISBN 978-4-06-384268-5 | 2010年8月5日   | ISBN 978-986-10-5518-3 |
| 17   | 2010年5月17日  | ISBN 978-4-06-384298-2 | 2010年8月26日  | ISBN 978-986-10-5773-6 |
| 18   | 2010年6月17日  | ISBN 978-4-06-384313-2 | 2010年10月19日 | ISBN 978-986-10-5971-6 |
| 19   | 2010年9月17日  | ISBN 978-4-06-384363-7 | 2011年1月11日  | ISBN 978-986-10-6493-2 |
| 20   | 2010年11月17日 | ISBN 978-4-06-384397-2 | 2011年2月10日  | ISBN 978-986-10-6837-4 |
| 21   | 2011年1月17日  | ISBN 978-4-06-384427-6 | 2011年6月13日  | ISBN 978-986-10-7229-6 |
| 22   | 2011年4月15日  | ISBN 978-4-06-384475-7 | 2011年7月28日  | ISBN 978-986-10-7684-3 |
| 23   | 2011年6月17日  | ISBN 978-4-06-384505-1 | 2011年10月13日 | ISBN 978-986-10-7997-4 |

| 冊數 | 講談社         | 講談社                 |
| 冊數 | 發售日期       | ISBN                   |
| ---- | -------------- | ---------------------- |
| 1    | 2017年10月17日 | ISBN 978-4-06-510289-3 |
| 2    | 2017年10月17日 | ISBN 978-4-06-510294-7 |
| 3    | 2017年11月17日 | ISBN 978-4-06-510373-9 |
| 4    | 2017年11月17日 | ISBN 978-4-06-510374-6 |
| 5    | 2017年12月15日 | ISBN 978-4-06-510550-4 |
| 6    | 2017年12月15日 | ISBN 978-4-06-510551-1 |
| 7    | 2018年1月17日  | ISBN 978-4-06-510754-6 |
| 8    | 2018年1月17日  | ISBN 978-4-06-510755-3 |
| 9    | 2018年2月16日  | ISBN 978-4-06-510832-1 |
| 10   | 2018年2月16日  | ISBN 978-4-06-510833-8 |
| 11   | 2018年3月16日  | ISBN 978-4-06-510834-5 |
| 12   | 2018年3月16日  | ISBN 978-4-06-510837-6 |

## 電視劇

### 演員表
- 品川大地 - 成宮寬貴（粵語配音：梁偉德）
- 足立花 - 仲里依紗（粵語配音：陳皓宜）
- 和泉岳 - 本鄉奏多（粵語配音：張裕東）
- 千葉星矢 - 小柳友
- 姫路凛風 - 川口春奈（粵語配音：余欣沛）
- 練馬青雲 - 鈴木亮平
- 堺老師 - 皆川猿時（粵語配音：蕭徽勇）
- 品川宙太 - 古田新太（粵語配音：招世亮）
- 品川聖 - 堀智榮美
- 品川海里 - 大和田美帆
- 足立辰夫 - 伊東四朗（粵語配音：黃子敬）
- 品川大地幼年 - 加部亞門

#### 2年A班學生
- 松山啟介 - 中村倫也
- 柳川徹 - 間宮祥太朗
- 高橋龍斗 - 前川紘毅
- 工藤拓也 - 田村健太郎（粵語配音：何承駿）
- 岡村弘龍 - 伊山伸洋
- 上田聰史 - 藤井貴規
- 土屋和人 - 北村將清
- 桑名雪 - 上地春奈
- 橘沙織 - 夏目鈴
- 鹽田步 - 菅野莉央
- 西森愛 - 指出瑞貴
- 今西美穂 - 優希
- 小泉圭太 - 林瑞貴
- 柏原梨沙 - 山本真由
- 小泉拓馬
- 森井健太
- 海老澤瑞紀
- 五月女梨紗
- 川原由郁
- 長坂美久江
- 青木都

#### 客串演出
- 相模 - 波岡一喜（第1話）
- 千葉惠理子 - 水野真紀（第2話）
- 小林 - 渡部秀（第2話）
- 齊藤 - 長田成哉（第2話）
- 田中 - 西洋亮（第2話）
- 難波 - 加藤歩（第3話）
- 香川 - 染谷將太（第4話）
- 不良少年 - 鈴之助（第4話）
- 女子高中學生 - 芮娜、安娜（第4話）
- 宮城純隔壁班的學生 - 石橋杏奈（第6話）
- 長崎帶頭的混混 - 古川雄大（最終話）

### 與原著差別
- 戲劇版中，高中生抽煙的場景很多，所以在作中的後面都會標明「節目中雖然有高中生在抽煙，但未成年者抽煙是被堅決禁止的，因為故事是杜撰的，所以請不要模仿。」等提醒觀眾的字幕。
- 戲劇版中，扮演大地姐姐的大和田美帆其實比主演的成宮還要年輕。
- 戲劇版中，時間設定為高中二年級。
- 戲劇版中，花有著「颶風的足」（HURRICANE ADA，又譯「颶風阿達」，港譯：「無敵旋風AD」）的綽號，由於在足的某場打架中，大地牽涉其中，令大地一度被其他不良少年誤認為是「颶風的足」。
- 原作中，大地在初中時期救八王子時已經改變了形象；戲劇版中，大地在紋白高中入學試中還沒有染髮。
- 原作中，花與大地在男廁中相識；戲劇版則是在新生入學時。
- 原作中，大地常常會霸佔男廁的其中一格（就讀大紫學園時已有此習慣）；戲劇版中，大地和花常常不約而同地到學校天台休憩。
- 戲劇版中，凜風的身高比花還要高。
- 戲劇版中，花的學生會競選演說是為了凜風。
- 原作中，花等人在學生會競選投票中反敗為勝，邀請和泉填補大地以外另一個副團長的空缺；戲劇版中，和泉因為不良仔身分暴光，加上被大地所救，決定退選並加入花的內閣。
- 原作中，練馬的家是寺院。戲劇版中，變成電單車工場。
- 原作中，爺爺沒登場、奶奶還活著；戲劇版中，則是花和爺爺辰夫一起住、奶奶（被認為是足立種）似乎在7、8年前過世，爺爺是品川醫院的常客，和宙太是好朋友。
- 戲劇版中，品川的家從公寓變成一軒家（1樓是父親的醫院）。
- 原作中，品川的媽媽是個厲害的律師；戲劇版中，則是腦袋很差。
- 原作中，在宙太回國前，大地只和姐姐海里一起住；戲劇版中，則是全家住在一起。
- 戲劇版中，大地會變強的理由、是受到姐姐海里的欺負和父親宙太的鍛練所致；原作中則是因為自小與練馬打架。
- 戲劇版中，大地會進入紋白高中的理由、是為了想要上醫學院來繼承醫院；原作中，則是因為入學考時與花的邂逅。
- 原作中，大地在入學考試時看到的長髮女孩是花的事情，是在屋頂上透過宮城櫻才知道；戲劇版中，則是在最終話裡，大地向放下頭髮的花告白時才知道。
- 戲劇版中，花以班長身分召集其他同學畫壁畫，及花等人成為學生會幹部後的大部分劇情，皆為原創情節（除了文化祭鬼屋的情節）；原作中，合宿的劇情也被大篇幅改寫，加入堺和家人的支線劇情，不過大地和沒戴眼鏡的花邂逅的一段則仍然保留。
- 原作中，大地國中時曾就讀私立名門國中並且成績很好，但因為八王子雫的事情而就被退學並且因此無心讀書，讓他的高中成績很差；戲劇版中，大地的成績則是一直很差。

### 音樂
- 主題歌：Hilcrhyme「Loose Leaf」（UNIVERSAL MUSIC）

### 製作人員
- 原作：吉河美希（講談社）
- 製作人：北川雅一、杉浦美奈子
- 劇本：永田優子
- 演出：高成麻畝子、吉田秋生、川嶋龍太郎
- 音樂：延近輝之
- 製作：TBS電視

### 收視率
| 集數                                                  | 播放日期      | 日文標題 | 中文標題                               | 導演       | 收視率 |
| ----------------------------------------------------- | ------------- | -------- | -------------------------------------- | ---------- | ------ |
| 第1話                                                 | 2010年4月23日 |          | 傳說最強組合終於登場! 痛快学園家庭喜劇 | 髙成麻畝子 | 13.6%  |
| 第2話                                                 | 2010年4月30日 |          | 對我來說! 那就是朋友!                  | 髙成麻畝子 | 12.8%  |
| 第3話                                                 | 2010年5月7日  |          | 鮮血的女豹終於來了!!                   | 吉田秋生   | 12.5%  |
| 第4話                                                 | 2010年5月14日 |          | 風起雲湧! 學生會選舉                   | 吉田秋生   | 11.3%  |
| 第5話                                                 | 2010年5月21日 |          | 戀愛的預感，友情大作戰!!               | 川嶋龍太郎 | 9.9%   |
| 第6話                                                 | 2010年5月28日 |          | 不願承認的退學                         | 髙成麻畝子 | 10.5%  |
| 第7話                                                 | 2010年6月4日  |          | 課堂温泉合宿!!                         | 吉田秋生   | 9.5%   |
| 第8話                                                 | 2010年6月11日 |          | 父親的願望                             | 川嶋龍太郎 | 10.9%  |
| 第9話                                                 | 2010年6月18日 |          | 我會保護...                            | 吉田秋生   | 10.1%  |
| 最終話                                                | 2010年6月25日 |          | 大家再見，放棄一切的最後對決           | 髙成麻畝子 | 11.6%  |
| 平均收視率11.3%（關東地區・由Video Research公司調查） |               |          |                                        |            |        |

### 作品的變遷
| TBS電視 金曜劇場                                | TBS電視 金曜劇場                                 | TBS電視 金曜劇場 |
| ----------------------------------------------- | ------------------------------------------------ | ---------------- |
|                                                 | 不良仔與眼鏡妹 （2010年4月23日 - 2010年6月25日） |                  |
| 完美小姐進化論 （2010年1月15日- 2010年3月19日） | 自戀刑警 （2010年7月9日 - 2010年9月17日）        |                  |

| 台灣緯來日本台 星期一至五21:00至22:00 | 台灣緯來日本台 星期一至五21:00至22:00      | 台灣緯來日本台 星期一至五21:00至22:00 |
| ------------------------------------- | ------------------------------------------ | ------------------------------------- |
|                                       | 不良仔與眼鏡妹 （2011.01.19 - 2011.02.01） |                                       |
| 月之戀人 （2011.01.06 - 2011.01.18）  | 絕對零度 （2011.02.07 - 2011.02.21）       |                                       |

| 香港 無綫電視J2台 星期五 22:30至23:30  | 香港 無綫電視J2台 星期五 22:30至23:30      | 香港 無綫電視J2台 星期五 22:30至23:30 |
| -------------------------------------- | ------------------------------------------ | ------------------------------------- |
|                                        | 不良仔與四眼妹 （2011.05.20 - 2011.07.22） |                                       |
| 武士高校 （2011.03.11 - 2011.05.06）   | 讀心神棍 （2011.08.05 - 2011.09.30）       |                                       |
| 星期一至五 14:00-15:00                 |                                            |                                       |
| 燦爛的遺產 （2012.07.10 - 2012.08.28） | 不良仔與四眼妹 （2012.08.29 - 2012.09.11） | （2012.09.12 - 2012.09.25）           |

## 外部連結
- （日語）少年Magazine官方網站
- （日語）TBS電視台官方網站 （页面存档备份，存于）